# Санта Марија Мадалена (Терни)
Санта Марија Мадалена је насеље у Италији у округу Терни, региону Умбрија.
Према процени из 2011. у насељу је живело 69 становника. Насеље се налази на надморској висини од 334 м.